# Hajdúság

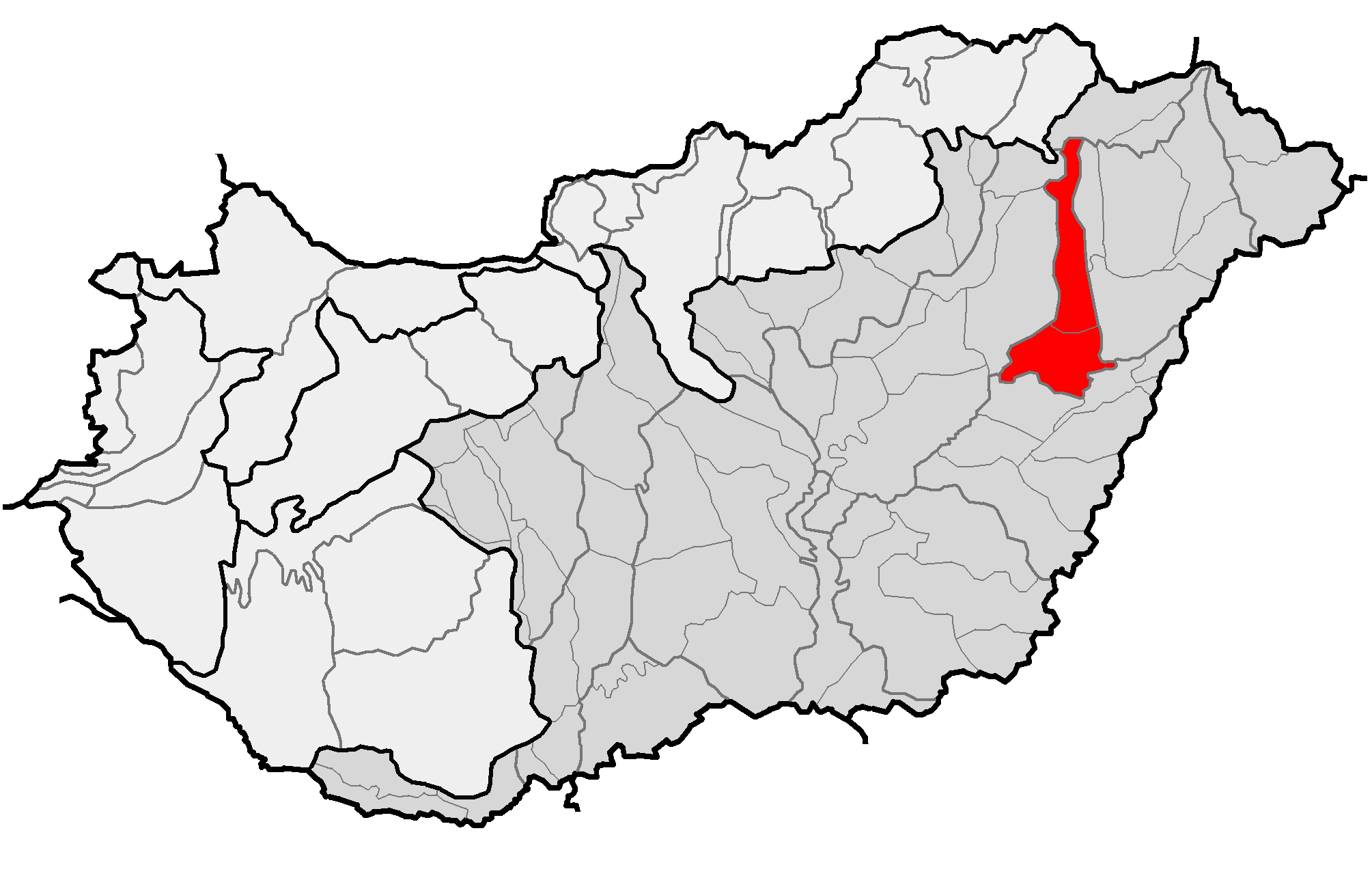
Le Hajdúság sur la carte de la Hongrie.

Le Hajdúság ([ˈhɒjduʃaːg]) est une petite région culturelle de l'est de la Hongrie, comprise dans le comitat de Hajdú-Bihar autour des villes hajdú de Hajdúnánás, Hajdúdorog, Hajdúböszörmény, Hajdúhadház, Hajdúszoboszló, et Vámospércs.

## Histoire
L'actuelle région a été érigée au XVIIe siècle par Étienne II Bocskai, qui y a invité les haïdouks à l'établissement.